# 1313 (álbum)
1313  anteriormente y también (en sus primeros lanzamiento de edición limitada) titulado como Univers Zéro es el primer álbum de estudio y álbum debut de la banda belga de rock: Univers Zéro. Lanzado inicialmente en 1977.
El álbum es uno de los que representa el sonido denso y oscuro que se dio a conocer en el festival europeo de Rock in Opposition, en la actualidad el álbum se considera como material de culto. También es un álbum buscado por los seguidores de culto.
El álbum inicialmente saco su primera edición titulado por el mismo nombre de la banda, pero en 1984 la discográfica francesa Cryonic, lanzó su reedición titulado "1313", aunque recientemente en las reediciones del 2008 por la discográfica Cuneiform Records y la del 2013 por la discográfica japonesa: Belle Antique se relanzó con el mismo nombre homónimo de la banda.
El nombre del álbum numéricamente titulado "1313", le hace referencia al número identificador del catálogo de su primer lanzamiento titulado "EF 1313" que fue lanzado independientemente igual lanzado ese mismo año en 1977 después del lanzamiento en 1978 por la discográfica francesa Atem.

## Sonido
El sonido del álbum principalmente proviene del rock progresivo, sin embargo en el álbum la sonoridad evoca en la música de cámara solo que con cierta densidad, paseada y ciertamente oscura. Esto es lo que llamo la atención de los organizadores del festival Rock in Opposition (RIO) de finales de la década de los años 80, en esos años su música bien fue considerada por sus composiciones como experimental, rock experimental, rock instrumental, avant-prog, también con elementos de la improvisación libre y música de cámara (esta última dando origen al "chamber rock", de lo que se puede decir fueron pioneros con la tendencia de la música rock en Bélgica de esos días).

## Lista de canciones
Todas las canciones escritas y compuestas por Daniel Denis y Roger Trigaux. 
| 1313 (Univers Zero) |                  |          |  |
| N.º                 | Título           | Duración |  |
| 1.                  | «Ronde»          | 15:13    |  |
| 2.                  | «Carabosse»      | 03:46    |  |
| 3.                  | «Docteur Petiot» | 07:45    |  |
| 4.                  | «Malaise»        | 07:58    |  |
| 5.                  | «Complainte»     | 03:27    |  |
| 38:04               |                  |          |  |

En la reedición homónima del álbum en CD y LP (vinilo) se incluye el (material extra) inédito :
- "La Faulx" - 28:07

## Personal
La mayoría de las letras y composiciones del álbum las realizaron los miembros Daniel Denis y Roger Trigaux en su formación en la realización del álbum.
- Roger Trigaux - guitarra, armonio
- Emmanuel Nicaise - armonio, espineta
- Christian Genet - bajo
- Guy Segers - bajo, vocal de apoyo
- Patrick Hanappier - violín, viola, violonchelo
- Marcel Dufrane - violín
- Michel Berckmans - fagot, oboe
- Daniel Denis - percusión